# Mexiko i olympiska vinterspelen 1988
Mexiko deltog med 11 deltagare vid de olympiska vinterspelen 1988 i Calgary. Ingen av landets deltagare erövrade någon medalj.